# Lista odcinków serialu Orły z Bostonu
Poniżej znajduje się lista odcinków serialu telewizyjnego Orły z Bostonu – emitowanego przez amerykańską stację telewizyjną ABC od 3 października 2004 do 8 grudnia 2008 W Polsce emitowany od 19 czerwca 2010 przez Polsat.
Premiera 3 sezonu Orły z Bostonu w Polsce był wyemitowane na kanale FOX od 23 maja 2013
| Sezon | Sezon | Odcinki | Oryginalna emisja   | Oryginalna emisja | Oryginalna emisja | Oryginalna emisja | Oryginalna emisja |
| Sezon | Sezon | Odcinki | Premiera sezonu     | Finał sezonu      | Premiera sezonu   | Finał sezonu      |                   |
| ----- | ----- | ------- | ------------------- | ----------------- | ----------------- | ----------------- | ----------------- |
|       | 1     | 17      | 3 października 2004 | 20 marca 2005     | 19 czerwca 2010   | 28 sierpnia 2011  |                   |
|       | 2     | 27      | 27 września 2005    | 16 maja 2006      | 28 września 2011  | 4 listopada 2011  |                   |
|       | 3     | 24      | 16 września 2006    | 19 maja 2007      | 23 maja 2013      | 25 czerwca 2013   |                   |
|       | 4     | 20      | 25 września 2007    | 21 maja 2008      | 28 stycznia 2014  | 28 lutego 2014    |                   |
|       | 5     | 13      | 22 września 2008    | 8 grudnia 2008    | 4 marca 2014      | 25 marca 2014     |                   |

## Sezon 1 (2004–2005)
| #  | Tytuł                               | Reżyseria               | Scenariusz                               | Premiera             | Premiera Polsat  |
| -- | ----------------------------------- | ----------------------- | ---------------------------------------- | -------------------- | ---------------- |
| 1  | „Head Cases”                        | Bill D’Elia             | Scott Kaufer, Jeff Rake, David E. Kelley | 3 października 2004  | 19 czerwca 2010  |
| 2  | „Still Crazy After All These Years” | Charles Haid            | Kerry Ehrin, David E. Kelley             | 10 października 2004 | 26 czerwca 2010  |
| 3  | „Catch and Release”                 | Daniel Attias           | David E. Kelley, Peter Ocko              | 17 października 2004 | 3 lipca 2010     |
| 4  | „Change of Course”                  | Ron Underwood           | David E. Kelley, Jonathan Shapiro        | 24 października 2004 | 10 lipca 2010    |
| 5  | „An Eye for an Eye”                 | Mike Listo              | Jeff Rake, David E. Kelley               | 31 października 2004 | 17 lipca 2010    |
| 6  | „Truth Be Told”                     | Tucker Gates            | Scott Kaufer                             | 7 listopada 2004     | 24 lipca 2010    |
| 7  | „Questionable Characters”           | Mel Damski              | Lukas Reiter                             | 21 listopada 2004    | 31 lipca 2010    |
| 8  | „Loose Lips”                        | Jeannot Szwarc          | Jonathan Shapiro, David E. Kelley        | 28 listopada 2004    | 14 sierpnia 2010 |
| 9  | „A Greater Good”                    | Arlene Sanford          | Peter Ocko                               | 12 grudnia 2004      | 21 sierpnia 2010 |
| 10 | „Hired Guns”                        | Dennis Smith            | David E. Kelley                          | 19 grudnia 2004      | 28 sierpnia 2010 |
| 11 | „Schmidt Happens”                   | Allison Liddi-Brown     | David E. Kelley                          | 9 stycznia 2005      | 19 września 2011 |
| 12 | „From Whence We Came”               | Mike Listo              | David E. Kelley                          | 16 stycznia 2005     | 20 września 2011 |
| 13 | „It Girls and Beyond”               | Mike Listo              | Jonathan Shapiro, David E. Kelley        | 23 stycznia 2005     | 21 września 2011 |
| 14 | „'Til We Meat Again”                | Bill D’Elia             | David E. Kelley                          | 12 lutego 2005       | 22 września 2011 |
| 15 | „Tortured Souls”                    | Jeff Bleckner           | David E. Kelley                          | 20 lutego 2005       | 23 września 2011 |
| 16 | „Let Sales Ring”                    | Hubert De La Bouillerie | David E. Kelley                          | 13 marca 2005        | 26 września 2011 |
| 17 | „Death Be Not Proud”                | Matt Shakman            | David E. Kelley, Jonathan Shapiro        | 20 marca 2005        | 27 września 2011 |

## Sezon 2 (2005–2006)
| #  | Tytuł                         | Reżyseria         | Scenariusz                                                                 | Premiera             | Premiera Polsat      |
| -- | ----------------------------- | ----------------- | -------------------------------------------------------------------------- | -------------------- | -------------------- |
| 1  | „The Black Widow”             | Oz Scott          | David E. Kelley                                                            | 27 września 2005     | 28 września 2011     |
| 2  | „Schadenfreude”               | Arlene Sanford    | David E. Kelley                                                            | 4 października 2005  | 29 września 2011     |
| 3  | „Finding Nimmo”               | Mike Listo        | David E. Kelley                                                            | 11 października 2005 | 30 września 2011     |
| 4  | „A Whiff and a Prayer”        | Bill D’Elia       | David E. Kelley                                                            | 18 października 2005 | 3 października 2011  |
| 5  | „Men to Boys”                 | Mike Listo        | David E. Kelley                                                            | 25 października 2005 | 4 października 2011  |
| 6  | „Witches of Mass Destruction” | James Bagdonas    | Lawrence Broch, Andrew Kreisberg, Michael Reisz                            | 1 listopada 2005     | 5 października 2011  |
| 7  | „Truly, Madly, Deeply”        | Stephen Cragg     | David E. Kelley                                                            | 8 listopada 2005     | 6 października 2011  |
| 8  | „The Ass Fat Jungle”          | Ron Underwood     | Janet Leahy, Phoef Sutton                                                  | 15 listopada 2005    | 7 października 2011  |
| 9  | „Gone”                        | Mel Damski        | David E. Kelley, Jonathan Shapiro                                          | 6 grudnia 2005       | 10 października 2011 |
| 10 | „Legal Deficits”              | Mike Listo        | David E. Kelley, Lawrence Broch                                            | 13 grudnia 2005      | 11 października 2011 |
| 11 | „The Cancer Man Can”          | Lou Antonio       | Janet Leahy, Michael Reisz                                                 | 10 stycznia 2006     | 12 października 2011 |
| 12 | „Helping Hands”               | Bill D’Elia       | Phoef Sutton, Andrew Kreisberg                                             | 17 stycznia 2006     | 13 października 2011 |
| 13 | „Too Much Information”        | Steve Robin       | Andrew Kreisberg, Lawrence Broch                                           | 24 stycznia 2006     | 14 października 2011 |
| 14 | „Breast in Show”              | Arlene Sanford    | Phoef Sutton, Michael Reisz                                                | 7 lutego 2006        | 17 października 2011 |
| 15 | „Smile”                       | Robert Yannetti   | Corinne Brinkerhoff                                                        | 14 lutego 2006       | 18 października 2011 |
| 16 | „Live Big”                    | Bill D’Elia       | David E. Kelley                                                            | 21 lutego 2006       | 19 października 2011 |
| 17 | "...There’s Fire!”            | Mike Listo        | Janet Leahy, Lawrence Broch                                                | 28 lutego 2006       | 20 października 2011 |
| 18 | "Shock and Oww!”              | Jeff Bleckner     | Phoef Sutton, Sanford Golden, Karen Wyscarver                              | 7 marca 2006         | 21 października 2011 |
| 19 | „Stick It”                    | Adam Arkin        | David E. Kelley, Janet Leahy                                               | 14 marca 2006        | 24 października 2011 |
| 20 | „Chitty Chitty Bang Bang”     | Ellie Kanner      | Janet Leahy, Lawrence Broch, Phoef Sutton, Sanford Golden, Karen Wyscarver | 21 marca 2006        | 25 października 2011 |
| 2  | „Word Salad Days”             | Jeannot Szwarc    | Michael Reisz, Sanford Golden, Karen Wyscarver                             | 28 marca 2006        | 26 października 2011 |
| 22 | „Ivan the Incorrigible”       | Robertob Yannetti | Phoef Sutton, Andrew Kreisberg                                             | 18 kwietnia 2006     | 27 października 2011 |
| 23 | „Race Ipsa”                   | Lou Antonio       | David E. Kelley                                                            | 25 kwietnia 2006     | 28 października 2011 |
| 24 | „Deep End of The Poole”       | Jeff Bleckner     | Michael Reisz, Andrew Kreisberg                                            | 2 maja 2006          | 31 października 2011 |
| 25 | „Squid Pro Quo”               | James Bagdonas    | Janet Leahy, Lawrence Broch                                                | 9 maja 2006          | 2 listopada 2011     |
| 26 | „Spring Fever”                | Mike Listo        | Janet Leahy, Andrew Kreisberg, Courtney Flavin                             | 16 maja 2006         | 3 listopada 2011     |
| 27 | „BL-Los Angeles”              | Bill D’Elia       | Lawrence Broch, Michael Reisz                                              | 2 maja 2006          | 4 listopada 2011     |

## Sezon 3 (2006–2007)
| #  | Tytuł                         | Reżyseria          | Scenariusz                                       | Premiera             | Premiera Fox    |
| -- | ----------------------------- | ------------------ | ------------------------------------------------ | -------------------- | --------------- |
| 1  | „Can’t We All Get a Lung?”    | Mike Listo         | David E. Kelley and Corinne Brinkerhoff          | 19 września 2006     | 23 maja 2013    |
| 2  | „New Kids on the Block”       | Bill D’Elia        | David E. Kelley                                  | 26 września 2006     | 24 maja 2013    |
| 3  | „Desperately Seeking Shirley” | Jim Bagdonas       | David E. Kelley, Janet Leahy                     | 3 października 2006  | 27 maja 2013    |
| 4  | „Fine Young Cannibal”         | Bob Yannetti       | David E. Kelley                                  | 10 października 2006 | 28 maja 2013    |
| 5  | „Whose God Is It Anyway?”     | Lou Antonio        | David E. Kelley                                  | 17 października 2006 | 29 maja 2013    |
| 6  | „The Verdict”                 | Jeff Bleckner      | David E. Kelley                                  | 24 października 2006 | 30 maja 2013    |
| 7  | „Trick or Treat”              | Mike Listo         | David E. Kelley, Lawrence Broch                  | 31 października 2006 | 31 maja 2013    |
| 8  | „Lincoln”                     | Steve Robin        | David E. Kelley                                  | 26 listopada 2006    | 3 czerwca 2013  |
| 9  | „On the Ledge”                | Bill D’Elia        | David E. Kelley                                  | 28 listopada 2006    | 4 czerwca 2013  |
| 10 | „The Nutcrackers”             | John Terlesky      | David E. Kelley, Sanford Golden                  | 5 grudnia 2006       | 5 czerwca 2013  |
| 11 | „Angel of Death”              | Tom Verica         | David E. Kelley, Janet Leahy                     | 9 stycznia 2007      | 6 czerwca 2013  |
| 12 | „Nuts”                        | Adam Arkin         | David E. Kelley, Andrew Kreisberg                | 16 stycznia 2007     | 7 czerwca 2013  |
| 13 | „Dumping Bella”               | Eric Stoltz        | David E. Kelley, Sanford Golden                  | 30 stycznia 2007     | 10 czerwca 2013 |
| 14 | „Selling Sickness”            | Andrew Bernstein   | Corinne Brinkerhoff, Andrew Kreisberg            | 6 lutego 2007        | 11 czerwca 2013 |
| 15 | „Fat Burner”                  | Steve Robin        | Janet Leahy, Michael Reisz                       | 13 lutego 2007       | 12 czerwca 2013 |
| 16 | „The Good Lawyer”             | Michael Pressman   | David E. Kelley                                  | 20 lutego 2007       | 13 czerwca 2013 |
| 17 | „The Bride Wore Blood”        | Mike Listo         | David E. Kelley, Susan Dickes                    | 20 marca 2007        | 14 czerwca 2013 |
| 18 | „Son of the Defender”         | Bill D’Elia        | David E. Kelley, Phoef Sutton                    | 3 kwietnia 2007      | 17 czerwca 2013 |
| 19 | „Brotherly Love”              | Robert Yannetti    | David E. Kelley                                  | 10 kwietnia 2007     | 18 czerwca 2013 |
| 20 | „Guise 'n Dolls”              | John Terlesky      | Sanford Golden, David E. Kelley, Karen Wyscarver | 24 kwietnia 2007     | 19 czerwca 2013 |
| 21 | „Tea and Sympathy”            | Jeff Bleckner      | Sanford Golden, Brooke Roberts, Karen Wyscarver  | 1 maja 2007          | 20 czerwca 2013 |
| 22 | „Guantanamo by the Bay”       | James R. Bagadonas | David E. Kelley, Andrew Kreisberg                | 8 maja 2007          | 21 czerwca 2013 |
| 23 | „Duck and Cover”              | Mike Listo         | Susan Dickes, Michael Reisz                      | 15 maja 2007         | 24 czerwca 2013 |
| 24 | „Trial of the Century”        | Bill D’Elia        | David E. Kelley, Corinne Brinkerhoff             | 29 maja 2007         | 25 czerwca 2013 |

## Sezon 4 (2007–2008)
| #  | Tytuł                        | Polski tytuł                | Reżyseria          | Scenariusz                                                         | Premiera             | Premiera         |
| -- | ---------------------------- | --------------------------- | ------------------ | ------------------------------------------------------------------ | -------------------- | ---------------- |
| 1  | „Beauty and the Beast”       | Piękna i bestia             | Bill D’Elia        | David E. Kelley                                                    | 25 września 2007     | 28 stycznia 2014 |
| 2  | „The Innocent Man”           | Niewinny                    | Mike Listo         | David E. Kelley, Susan Dickes                                      | 2 października 2007  | 29 stycznia 2014 |
| 3  | „The Chicken and the Leg”    | Kurczak i nóżka             | James Bagdonas     | David E. Kelley, Lawrence Broch                                    | 9 października 2007  | 30 stycznia 2014 |
| 4  | „Do Tell”                    | Przyznaj się                | Steve Robin        | Phoef Sutton, Lawrence Broch, David E. Kelley                      | 16 października 2007 | 31 stycznia 2014 |
| 5  | „Hope and Gory”              | Nadzieja i chwała           | Robert Yannetti    | David E. Kelley                                                    | 30 października 2007 | 4 lutego 2014    |
| 6  | „The Object of My Affection” | Obiekt moich uczuć          | Eric Stoltz        | David E. Kelley, Corinne Brinkerhoff                               | 6 listopada 2007     | 5 lutego 2014    |
| 7  | „Attack of the Xenophobes”   | Atak ksenofobów             | John Terlesky      | David E. Kelley, Craig Turk                                        | 13 listopada 2007    | 6 lutego 2014    |
| 8  | „Oral Contracts”             | Umowy ustne                 | Eric Stoltz        | David E. Kelley, Corinne Brinkerhoff                               | 4 grudnia 2007       | 7 lutego 2014    |
| 9  | „No Brains Left Behind”      | Głupich się nie sieją       | Stephen Cragg      | Lawrence Broch, Susan Dickes, David E. Kelley                      | 11 grudnia 2007      | 11 lutego 2014   |
| 10 | „Green Christmas”            | Zielone Boże Narodzenie     | Lou Antonio        | David E. Kelley, Craig Turk, Sanford Golden, Karen Wyscarver       | 18 grudnia 2007      | 12 lutego 2014   |
| 11 | „Mad About You”              | Szaleje za Tobą             | Tom Verica         | David E. Kelley, Lawrence Broch                                    | 15 stycznia 2008     | 13 lutego 2014   |
| 12 | „Roe v. Wade, The Musical”   | Roe przeciwko Wade, musical | Steve Robin        | David E. Kelley, Susan Dickes                                      | 22 stycznia 2008     | 14 lutego 2014   |
| 13 | „Glow In The Dark”           | Błysk w ciemności           | Vondie Curtis-Hall | David E. Kelley, Lawrence Broch                                    | 12 lutego 2008       | 18 lutego 2014   |
| 14 | „Rescue Me”                  | Ocal mnie                   | Mike Listo         | David E. Kelley, Corinne Brinkerhoff, Susan Dickes                 | 19 lutego 2008       | 19 lutego 2014   |
| 15 | „Tabloid Nation”             | Plotkarska nacia            | Bill D’Elia        | David E. Kelley                                                    | 8 kwietnia 2008      | 20 lutego 2014   |
| 16 | „The Mighty Rogues”          |                             | Arlene Sanford     | David E. Kelley, Lawrence Broch, Jill Goldsmith                    | 15 kwietnia 2008     | 21 lutego 2014   |
| 17 | „The Court Supreme”          | Sąd Najwyższy               | Robert Yanetti     | David E. Kelley, Jonathan Shapiro                                  | 22 kwietnia 2008     | 25 lutego 2014   |
| 18 | „Indecent Proposals”         | Niemoralne propozycje       | Mike Listo         | Craig Turk, Jill Goldsmith, David E. Kelley                        | 30 kwietnia 2008     | 26 lutego 2014   |
| 19 | „The Gods Must Be Crazy”     | Bogowie muszą być szaleni   | Jeff Bleckner      | David E. Kelley, Jill Goldsmith                                    | 14 maja 2008         | 27 lutego 2014   |
| 20 | „Patriot Acts”               | Patroci                     | Bill D’Elia        | David E. Kelley, Jonathan Shapiro, Sanford Golden, Karen Wyscarver | 21 maja 2008         | 28 lutego 2014   |

## Sezon 5 (2008)
| #  | Tytuł                       | Reżyseria       | Scenariusz                                                            | Premiera             | Premiera      |
| -- | --------------------------- | --------------- | --------------------------------------------------------------------- | -------------------- | ------------- |
| 1  | „Smoke Signals”             | Bill D’Elia     | David E. Kelley                                                       | 22 września 2008     | 4 marca 2014  |
| 2  | „Guardians and Gatekeepers” | Mike Listo      | Corinne Brinkerhoff, Sanford Golden, Karen Wyscarver, David E. Kelley | 29 września 2008     | 5 marca 2014  |
| 3  | „Dances With Wolves”        | Jim Bagdonas    | David E. Kelley, Susan Dickes                                         | 6 października 2008  | 6 marca 2014  |
| 4  | „True Love”                 | Steve Robin     | David E. Kelley                                                       | 13 października 2008 | 7 marca 2014  |
| 5  | „The Bad Seed”              | Bob Yanetti     | Lawrence Broch, Susan Dickes, David E. Kelley                         | 20 października 2008 | 11 marca 2014 |
| 6  | „Happy Trails”              | Mike Listo      | David E. Kelley, Corrine Brinkerhoff                                  | 27 października 2008 | 12 marca 2014 |
| 7  | „Mad Cows”                  | Steve Robin     | David E. Kelley                                                       | 3 listopada 2008     | 13 marca 2014 |
| 8  | „Roe”                       | Bill D’Elia     | David E. Kelley                                                       | 10 listopada 2008    | 14 marca 2014 |
| 9  | „Kill, Baby, Kill”          | Bob Yannetti    | Lawrence Broch, David E. Kelley                                       | 17 listopada 2008    | 18 marca 2014 |
| 10 | „Thanksgiving”              | Mike Listo      | David E. Kelley                                                       | 24 listopada 2008    | 19 marca 2014 |
| 11 | „Juiced”                    | Michael Lohmann | Corinne Brinkerhoff, Susan Dickes, David E. Kelley                    | 1 grudnia 2008       | 20 marca 2014 |
| 12 | „Made In China”             | Bill D’Elia     | David E. Kelley, Susan Dickes, Lauren Mackenzie                       | 8 grudnia 2008       | 21 marca 2014 |
| 13 | „Last Call”                 | Bill D’Elia     | David E. Kelley, Susan Dickes                                         | 8 grudnia 2008       | 25 marca 2014 |